# Котте (королівство)
Котте (синг. කෝට්ටේ රාජධානිය Kottay Rajadhaniya) — держава, що існувала на острові Шрі-Ланка в XV–XVI ст. Держава займала довгу смугу вздовж західного узбережжя, приблизно відповідну сучасним Північно-Західній провінції і Західній провінції, і частково Південній провінції.

## Розвал держави Поллонарува
Починаючи з XI століття острів Шрі-Ланка перебував під владою сингальської держави Полоннарува, яка вела активну наступальну політику в Південній Індії. Проте з кінця XII століття на острові запанували відцентрові сили, і за 19 років (з 1196 по 1215 роки) на сингальському престолі змінилося 12 правителів. Міжусобиці послабили острів економічно і політично, і в 1212 році він був завойований якимсь Паракрама Пандьйою.
У 1215 році на півночі країни висадилося військо Магха з індійської держави Калінга, яке розграбувало північні і північно-східні райони острова — центри стародавньої сингальської цивілізації. У другій чверті XIII століття більшість феодальних правителів територій в південно-західній частині острова, кі не увійшли до складу створеної Магха держави, об'єдналися навколо сингальської царської династії Дамбаденії, і під проводом спочатку Віджаябаху III, а потім — Паракрамабаху II зуміли відвоювати Полоннаруву і відтіснити тамілів на півострів Джафна. В результаті на півночі острова утвердилося тамільська держава Джафна, на решті частини панувала сингальська держава. Під впливом міцніючої і розсовуючої кордони на південь Джафни центр сингальської держави був перенесений спочатку в Дамбаденію, потім в Япахуву, потім Курунегалі, Гамполу і Раїгаму. Між двома державами як буферна зона знаходилися ванни — численні автономні феодальні вотчини, що знаходилися у васальній залежності або від Джафни, або від сингальських царських династій.
У XIV столітті сингальську держава охопив процес децентралізації. Траплялося, що державою одночасно правили кілька правителів. У цей час почалося піднесення сімейства Алагокканарів — південноіндійських торговців, що переселилися на Шрі-Ланку і прийнявших буддизм. До середини XIV століття ця сім'я стала однією з найвпливовіших при дворі і поріднилася з сингальською царською династією Гамполі. Під час правління Вікрамабаху III один з представників цієї родини, колишній міністр, заснував на південно-західному узбережжі острова «Котте» (у перекладі з сингальської — «фортеця»). У правління Бхуванаікабаху V (1372—1408) виходець з цієї сім'ї Алакешвара зосередив всю фактичну владу в державі у своїх руках, а після смерті царя успадковував престол.

## Паракрамабаху VI і утворення держави Котте
У 1405 році на Шрі-Ланку прибув з експедицією китайський мореплавець Чжен Хе, який зажадав передачі китайському імператору священних буддійських реліквій — зуба Будди, волоса Будди і чаші для подаяння — які були найважливішими атрибутами влади сингальських царів. Отримавши відмову, Чжен Хе в 1411 році повернувся на острів в супроводі військового загону в 3000 чоловік, увірвався до столиці, захопив у полон царя Вира Алакешвару, членів його сім'ї та наближених, доставив їх на корабель і відвіз в Китай. До влади прийшов Паракрамабаху VI. Хоча в 1414 році бранці були повернуті на острів, але Віра Алакешвара вже не міг розраховувати на повернення трону.
Цар Паракрамабаху VI почав своє правління в Раїгамі, але в 1415 році переніс столицю сингальської держави в Котте, який став новим політичним і економічним центром країни на південно-західному узбережжі. Правив країною протягом 55 років, Паракрамабаху VI зумів відродити єдину централізовану сингальську держава (і став останнім сингальським царем, що об'єднав під своєю владою весь острів). Він ліквідував загрозу нападу з боку імперії Віджаянагар з континенту, підпорядкував собі ванниярів і посунув сингальські війська на Джафну. Перший військовий похід закінчився невдачею, але другий завершився перемогою сингальців. Правитель Джафни, Аріячакраварті, втік в південну Індію, і в середині XV століття Джафна була включена до складу сингальської держави. Намісником її був призначений прийомний син Паракрамабаху VI — Самупал Кумар.
Паракрамабаху VI не став створювати єдиний адміністративний апарат для всього острова, він зберіг в завойованих районах колишню систему управління, а нерідко залишав і колишніх правителів у разі їх згоди визнати його сюзеренітет.

## Розпад єдиної держави
Після смерті Паракрамабаху VI його наслідував його онук, який незабаром був убитий Самупалом Кумараею, який захопили престол під ім'ям Бхуванаікабаху VI. Боротьба за владу в центрі привела до ослаблення контролю над територіями, що входили до складу сингальської держави. У 1467 році знову здобула незалежність Джафна, потім в центральних районах острова утворилася незалежна державу Канді. Після смерті Бхуванаікабаху VI в 1477 році влада правителів Котте поширювалася тільки на південно-західні райони Шрі-Ланки; всі великі морські порти острова, фактично, перебували в руках маврів і південноіндійських торгових корпорацій.
До початку XVI століття держава Котте була розділена на провінції, які перебували під управлінням царських намісників (вони носили титул раджа, як і сам правитель Котте). Провінції володіли великою автономією. У 1521 році цар Віджаябаху був убитий (за підтримки Кандійського правителя Джаявіри) своїми трьома старшими синами, незадоволеними тим, що їх батько оголосив спадкоємцем престолу молодшого — четвертого — брата. Після вбивства Віджаябаху його держава розпалася на три ворогуючих між собою об'єднання з центрами в Котте, Сітаваці і Райагамі.

## Альянс з Португалією
У 1505 році острів Шрі-Ланка вперше відвідали португальці. Переконавшись у прибутковості місцевої експортної торгівлі, португальська влада Гоа взяла курс на будівництво торгових факторій на узбережжі, які поступово повинні були стати опорними пунктами для військового захоплення острова. У 1518 році на острів була спрямована португальська місія, очолювана Л. С. д'Альбергарія, для встановлення торгових відносин з Котте. Переговори завершилися тим, що Паракрамабаху IX дозволив португальцям побудувати торговельну факторію Коломбо поблизу столиці і обіцяв щорічні поставки кориці як плату за обіцяну допомогу правителю Котте в його боротьбі за верховну владу на острові.
Після вбивства Віджаябаху і розділ країни між трьома його синами район міста Котте дістався старшому з братів — Бхуванаікабаху. Так як це був основний район проростання коричного дерева на острові, то він представляв найбільший інтерес для португальців, зацікавлених в експортній торгівлею корицею, і вони постаралися отримати міцні позиції при дворі цього князівства. Зокрема, вони підтримали Бхуванаікабаху своїм флотом.
У 1528 році помер правитель Райагами, і підвладні йому території були приєднані до держави Сітавака. Уклавши союз з одним з південноіндійських правителів, чий військовий флот не поступався за чисельністю португальському, Маядунне — раджа Сітаваки — вирішив захопити також і Котте. Проте перевага португальців у військовій справі забезпечили перемогу Котте, і Маядунне був змушений просити миру на принизливих умовах. Тим не менш, Маядунне зумів за короткий термін частково здолати, частково схилити на свій бік багатьох провінційних намісників Котте, і до 1541 року більша частина території цієї держави виявилася фактично під владою Сітаваки.
На території Котте активно діяли місіонери-францисканці. Бхуванаікабаху дав їм дозвіл на будівництво католицьких храмів і вільну пропаганду християнського вчення.
Так як у Бхуванаікабаху не було синів, то Маядунне — наступний за старшинством брат царя — згідно сингальскої традиції мав усі підстави розраховувати на проголошення його спадкоємцем. Однак в 1540 році Бхуванаікабаху оголосив спадкоємцем престолу Котте свого онука Дхармапалу (сина його дочки Самудрадеві), і направив посольство в Лісабон до двору португальського короля Жуана III з метою отримати його схвалення і благословення. У 1543 році португальський король урочисто коронував надіслану йому золоту статую Дхармапали, санкціонувавши тим самим настільки незвичайний і безпрецедентний для Шрі-Ланки порядок престолонаслідування.

## Внутріланкійські війни і зникнення Котте
У 1550-х роках в ході військових дій між Котте і Сітавакою був убитий правитель Котте — Бхуванаікабаху. Маядунне — правитель Сітаваки — оголосив себе законним спадкоємцем і послав війська до столиці; португальці, за підтримки значної частини знаті, проголосили правителем Дхармапалу. Регентом до досягнення царем повноліття був призначений отець Дхармапали — Відіє Бандара. Об'єднані Сингало-португальські війська вигнали Маядунне з території Котте і вступили на землю Сітаваки. Маядунне втік, кинувши столицю напризволяще. Союзні війська припинили переслідування і повернулися в Котте.
Відіє Бандара, пішовши на поступку португальцям і прийнявши католицтво, спрямував зусилля на зменшення військової присутності португальців в Котте і їх політичного тиску. У 1553 році він підняв повстання проти засилля португальців, яке підтримав Маядунне, і в результаті спільної бойової операції Котте і Сітаваки португальці були відкинуті на узбережжі. Однак Маядунне, побачивши в Відіє Бандарі суперника, поспішив вступити в союз з розбитими португальськими частинами і розгромив військо Відіє Бандара.
Ставленик португальців на престолі Котте — Дхармапала — в 1557 році був звернений в католицтво, і на доказ істинності своєї нової віри конфіскував всі землі буддійських і індуїстських монастирів, передавши їх як дарунок францисканським монахам. Втративши в результаті подібних акцій підтримку своїх підданих, Дхармапала був змушений в 1565 році піти за португальцями, залишили Котте перед наступаючими військами Маядунне, і влаштуватися в португальському форте Коломбо, ставши таким чином володарем без держави.
У 1574 португальці виступили ініціаторами укладання шлюбного союзу між Дхармапалою і принцесою з східноланкійської держави Канді. Угледівши в цьому шлюбі загрозу потенційного військового союзу португальців і кандійцев, правитель Сітаваки рушив свою армію в похід на Канді, але зазнав поразки.

## Офіційний перехід Котте під владу Португалії
У 1580 Дхармапала оголосив у Коломбо, що заповідає всі юридично підвладні йому території португальській короні. У 1590-х роках португальці істотно розширили підвладні їм райони, і контролювали велику частину Шрі-Ланки. Номінальним правителем Котте, куди була включена і територія Сітаваки, став Дхармапала. Після смерті Дхармапали в 1597 році португальський генерал-капітан на Цейлоні дон Ієронімо де Азеведу підписав конвенцію з намісниками всіх провінцій Котте, згідно з якою король Португалії Філіп I був офіційно проголошений королем португальських володінь на Цейлоні.